# Х-90
X-90 (за класифікацією МО США AS-X-21) — передбачуваний індекс розроблюваної МКЛ «Райдуга» гіперзвукової крилатої ракети. Створений у рамках програми розробки дослідний зразок ракети має позначення ГЕЛА (гіперзвуковий експериментальний літальний апарат). У ряді російськомовних джерел вважається, що до неї перейшло кодове позначення НАТО Koala від авіаційного варіанта ракети Метеорит, проте в західних джерелах така передача коду не має місця і за AS-X-21 закріплена тільки назва Gela.
Сам ГЕЛА демонструвався на МАКС-95, але чіткі та несуперечливі дані про стан програми та характеристики ракети Х-90 у джерелах відсутні. ГЕЛА розроблявся з ініціативи самого КБ «Райдуга» і є, по суті, лабораторним зразком. Офіційних відомостей про зацікавленість міністерства оборони РФ щодо розробки цієї ракети немає. За даними розробника роботи призупинено 1992 року. У ряді джерел згадується, що розробка КБ «Райдуга» з цієї теми розпочато ще за СРСР; Норман Фрідман згадує програму створення гіперзвукової ракети, як «програма 1980—1985», за якою у зв'язку з Перебудовою та договорами про скорочення наступальних озброєнь роботи було припинено.

## Конструкція та характеристики
Це крилата ракета з розкладним трикутним крилом і фюзеляжем, майже повністю відданим під прямоточний двигун (ПВРД). Ракета за описами мала оснащуватися стартовим РДТТ і маршовим СПВРД або ГПВРД на гасі. За різними даними маршеве число Маха ракети Х-90 має становити від 2 до 4,5. Імовірна висота пуску 7000-20000 м, дальність — 3000 км при стартовій масі 15 тонн. Довжина 11 м. Розмах крил 7 м.

## Історія створення
Радянські конструктори почали працювати на тему надзвукових ракет у 1970-х роках. За словами Юрія Зайцева в 1980 році. досвідчений зразок Х-90 досяг рекордної швидкості 3-4 Маха. Передбачалося прийняти ракету на озброєння 1983 року.
За деякими даними, наприкінці 1980-х років. з літака-носія був здійснений успішний пуск Х-90 і ракета досягла розрахункової швидкості.

### В даний час
13 грудня 2012 року представник МКБ «Райдуга» в інтерв'ю газеті «Известия» заявив таке:
ҐЕЛА «неактуальний вже 10 років» і «якихось дослідних екземплярів там не виробляється». Про жодні експериментальні польоти КБ не знає.

— Можливо, колеги з ЦАГІ говорять про формальне рішення, бо закриття проекту — це факт, що вже відбувся. Ми не працюємо з ним уже 10 років..